# Rassjojauratj
Rassjojauratj är en sjö i Arjeplogs kommun i Lappland och ingår i Piteälvens huvudavrinningsområde. Sjön har en area på 0,141 kvadratkilometer och ligger 573,1 meter över havet. Vid provfiske har elritsa och öring fångats i sjön.

## Delavrinningsområde
Rassjojauratj ingår i det delavrinningsområde (742044-153241) som SMHI kallar för Utloppet av Kaskaure. Medelhöjden är 674 meter över havet och ytan är 72,15 kvadratkilometer. Räknas de 18 avrinningsområdena uppströms in blir den ackumulerade arean 338,51 kvadratkilometer. Vattendraget som avvattnar avrinningsområdet har biflödesordning 2, vilket innebär att vattnet flödar genom totalt 2 vattendrag innan det når havet efter 330 kilometer. Avrinningsområdet består mestadels av skog (36 procent) och kalfjäll (42 procent). Avrinningsområdet har 15,08 kvadratkilometer vattenytor vilket ger det en sjöprocent på 20,9 procent.